# Spathiurus
Spathiurus è un genere estinto di pesci ossei a pinne raggiate appartenente agli Ionoscopiformes, vissuto tra il Cretaceo inferiore (Barremiano) e superiore (Cenomaniano), i cui resti fossili sono stati rinvenuti in Libano e in Germania.

## Descrizione
Spathiurus è un pesce caratterizzato da un cranio corto e profondo, con un rostro a forma di triangolo e un osso antorbitale unciforme. Possedeva un osso frontale allungato, parietali corti e un dermopterotico più lungo dei parietali. Un tratto distintivo unico di questo genere è la presenza di tre raggi liberi segmentati, la cui origine è anteriore alla cintura pettorale, caratteristica non osservata in altri alecomorfi, ma comparabile a certe strutture presenti in alcuni Teleostei, come nei Triglidae dell’ordine Scorpaeniformes. La pinna dorsale era allungata.

## Classificazione
I fossili di Spathiurus dorsalis provengono dalla Formazione Sannine in Libano, datata al Cenomaniano inferiore-superiore. I fossili si presentano ben conservati, in vista laterale, con scheletri mineralizzati inglobati in calcare micritico. Oltre alla specie tipo Spathiurus dorsalis, il genere include anche tre specie descritte da Brahms nel 1913 sulla base di esemplari del Barremiano della Germania settentrionale: Spathiurus latus, Spathiurus ovalis e Spathiurus striatus.
Spathiurus dorsalis fu descritto per la prima volta nel 1887 da Davis sulla base di fossili ritrovati ad Haqel, località situata a circa 42 km a nord-est di Beirut e 12 km a nord-est di Byblos (l'attuale Jbeil), nel Libano centro-settentrionale. Davis descrisse due specie affini, Spathiurus dorsalis e Amphilaphurus major, basandosi su esemplari mal conservati, limitati principalmente alla regione caudale. Nel 1895, Woodward raggruppò questi generi nella famiglia Oligopleuridae, ipotizzando una relazione tra Spathiurus e Ionoscopus.
In seguito, diversi autori collocarono Spathiurus tra gli Amiidae, finché Maisey (1991) lo incluse nella famiglia Ionoscopidae. Studi successivi, tra cui quelli di Grande e Bemis (1998), sottolinearono la necessità di ulteriori analisi per confermarne la collocazione tra gli Ionoscopiformes. Taverne (2014) supportò questa assegnazione tassonomica. Nel 2020 uno studio di Tamara El Hossny e colleghi basato su nuovi fossili meglio conservati ha permesso di confermare l'assegnazione agli Ionoscopiformes; Spathiurus è stato quindi assegnato alla famiglia Ionoscopidae, in quanto mostra tutte le caratteristiche diagnostiche del gruppo, rappresentando così il primo membro di tale famiglia noto sia dal Cretacico superiore che dal Vicino Oriente. È considerato il sister taxon di Ionoscopus petrarojae del Cretaceo inferiore dell'Italia; questi due taxa, insieme, risultano più derivati rispetto a Ionoscopus cyprinoides del Giurassico superiore della Germania, che probabilmente appartiene a un altro genere distinto. Inoltre, nello studio la specie Amphilaphurus major è considerata sinonimo di Spathiurus dorsalis.